# ポケモンアニメカード大作戦
『ポケモンアニメカード大作戦』は、株式会社ポケモンより2001年12月14日に発売されたポケモンミニ用ゲームソフト。

## 概要
ポケモンミニと同時発売のソフトの1つ。4種類のトランプゲームを収録したカードゲームで、ポケモンの絵が描かれたトランプを使用する。赤外線通信による対戦も可能。
ポケモンゲームシリーズでは珍しく、アニメ版に準拠した世界観・キャラクター（カスミ、タケシ、ロケット団など）が登場する。

## ゲーム
マッチ＆ゲット
手札と場札を使って役を作っていくゲーム。数字だけではなく、ポケモンの進化系などでも役が作れる。
ポケモンページワン
いわゆる『アメリカンページワン』のポケモン版。基本的なルールはアメリカンページワンに準拠。
特殊カードの効果が発動する際に絵柄のポケモンのアニメーションが入る。
バトル10（テン）
2人プレイ専用ゲーム。『戦争』に似たルールのゲーム。2人が手札からカードを出し、数字が大きかった方が場札を獲得する。最終的に高得点だった方が勝利となる。
ジョーカーは最強のカードだが、Aには弱いという特殊ルールがある。
フォーキングス
1人プレイ専用ゲーム。『クロンダイク』に似たルールのゲーム。山札からカードを1枚引いて奥にあるカード（組札）に重ねていき、手前のスペース（場札）を使いながら全てのカードを重ねるのが目的。
実際のクロンダイクとは異なり、場札にはどの場所にどのカードを重ねても構わない。また、組札は左から1の倍数、2の倍数、3の倍数、4の倍数でカードを置いていかなければならず、最後に置くカードは必ずキングになる。